# Fédération australienne de rugby à XV
Pour les articles homonymes, voir ARU.
Rugby Australia (autrefois l'Australian Rugby Union ou ARU) est l’institution chargée de gérer le rugby à XV en Australie. Fondée en 1949, elle appartient à World Rugby et gère notamment l'équipe nationale appelée les Wallabies.

## Histoire
Si on joue au rugby en Australie depuis 1829 (date de la première mention d'un match aux Antipodes), soit six années après que William Webb Ellis eut ramassé le ballon avec les mains au cours d'une rencontre dans son école, le rugby australien, très concentré dans les deux villes de Sydney et Brisbane, s’est développé lentement. La première équipe organisée fut celle de l'Université de Sydney en 1864, qui affrontait des joueurs de passage dans le grand port, notamment des militaires. Le besoin d'organiser le sport commença à se faire sentir, à mesure que de nouveaux clubs se créaient, comme les Wallaroos (1870), lancés, coïncidence, par les deux fils de Thomas Arnold, proviseur de la fameuse école de Rugby, et qui dominèrent les premiers temps du rugby de Sydney.
C’est en Angleterre que fut fondée, en 1874, la Southern Rugby Football Union, chargée de gérer le rugby dans la colonie, sous l'égide des frères Arnold, qui protégèrent farouchement les règles exactes du jeu, face aux désirs de certains de les modifier. En effet, il n'y avait pas d'arbitres officiels et c'étaient les capitaines qui décidaient avant le match des règles qui prévaudraient à la rencontre et les Arnold souhaitaient uniformiser le jeu et ses lois. C'est en raison de l'intransigeance des gardiens du temple que furent fondées les Victorian Rules, renommées plus tard Australian Rules, règles encadrant la pratique du football australien ou footy.
La Southern Rugby Football Union passa sous contrôle de la Nouvelle-Galles du Sud en 1881 sous le nom de Southern Rugby Union of New South Wales. En 1883, la Northern Rugby Union of Queensland fut officiellement fondée. En 1882, la fédération sudiste contacta son homologue du nord pour mettre sur pied deux rencontres, ce qui fut accepté. Le Queensland hésitait en effet à passer au footy et s'il avait choisi cette voie, le rugby n'aurait peut-être jamais décollé en Australie. Les sudistes battirent les nordistes à deux reprises (28-4 et 18-0). En 1892, les deux fédérations devinrent respectivement New South Wales Rugby Union et Queensland Rugby Union.
C'était la New South Wales RU qui était chargée de l’organisation des tournées et de représenter l’Australie à l’IRB. En 1928, ce n’est pas une sélection australienne, mais bien les Waratahs de la Nouvelle-Galles-du-Sud qui disputèrent une tournée en Europe, qui les vit affronter, et défaire, le XV de France.
Toutefois, en 1947, il fut décidé qu’une fédération unitaire serait plus à même de défendre les intérêts du rugby national et d’en promouvoir le développement dans le pays. En 1948, l’IRB  invita l’Australie, et non la Nouvelle-Galles du Sud à participer à ses réunions. 
La réunion inaugurale de l’Australian Rugby Football Union eut lieu le 25 novembre 1949, en présence des délégués de la Nouvelle-Galles du Sud, du Queensland, de l’Australie-Méridionale, de l’Australie-Occidentale, de Tasmanie et du Victoria. Le Territoire de la capitale australienne (Canberra) entra en 1972 et le Territoire du Nord devint membre associé en 1978.
En 1985, la Australian Rugby Football Union devient une entreprise commerciale et change de nom en 1997 pour devenir la Australian Rugby Union Ltd.
En octobre 2017, en marge de son déménagement dans un nouvel immeuble situé sur la Moore Park Road de Sydney, la fédération dévoile une nouvelle identité, se nommant désormais Rugby Australia,.
En pleine crise du coronavirus et durant la débâcle boursière mondiale, les dirigeants de la fédération australienne annoncent le lundi 30 mars 2020 « avoir enregistré un déficit de presque 10 millions de dollars australien (5,5 M €) en 2019 ». Ce bilan met à mal la fédération australienne qui connaissait déjà des difficultés financières et l'oblige « à prendre des mesures drastiques » (dont la mise au chômage partiel de 75 % de son personnel),. En parallèle, le mardi 31 mars 2020, son homologue américain se déclare en situation de banqueroute, laissant craindre un scénario similaire pour Rugby Australia,. Selon Le Figaro, ce déficit serait dû à deux causes : l'une, par « l'absence de tests-matches à domicile en juin 2019 pour cause de Coupe du monde » et l'autre, par l’affaire Israel Folau, dont « la procédure a coûté cher à la fédération australienne en frais d'avocats puis en indemnités ».
Ce contexte général amène la directrice exécutive de la fédération, Raelene Castle, à démissionner de son poste, le 23 avril 2020, après plus de deux années de gouvernance. Elle est remplacée dans les jours suivants par Rob Clarke,, puis par Hamish McLennan en mai.

## Identité visuelle
En octobre 2017, la fédération présente un nouveau logo en marge de son changement de dénomination,.

Évolution du logo
Logo jusqu'en 2017.
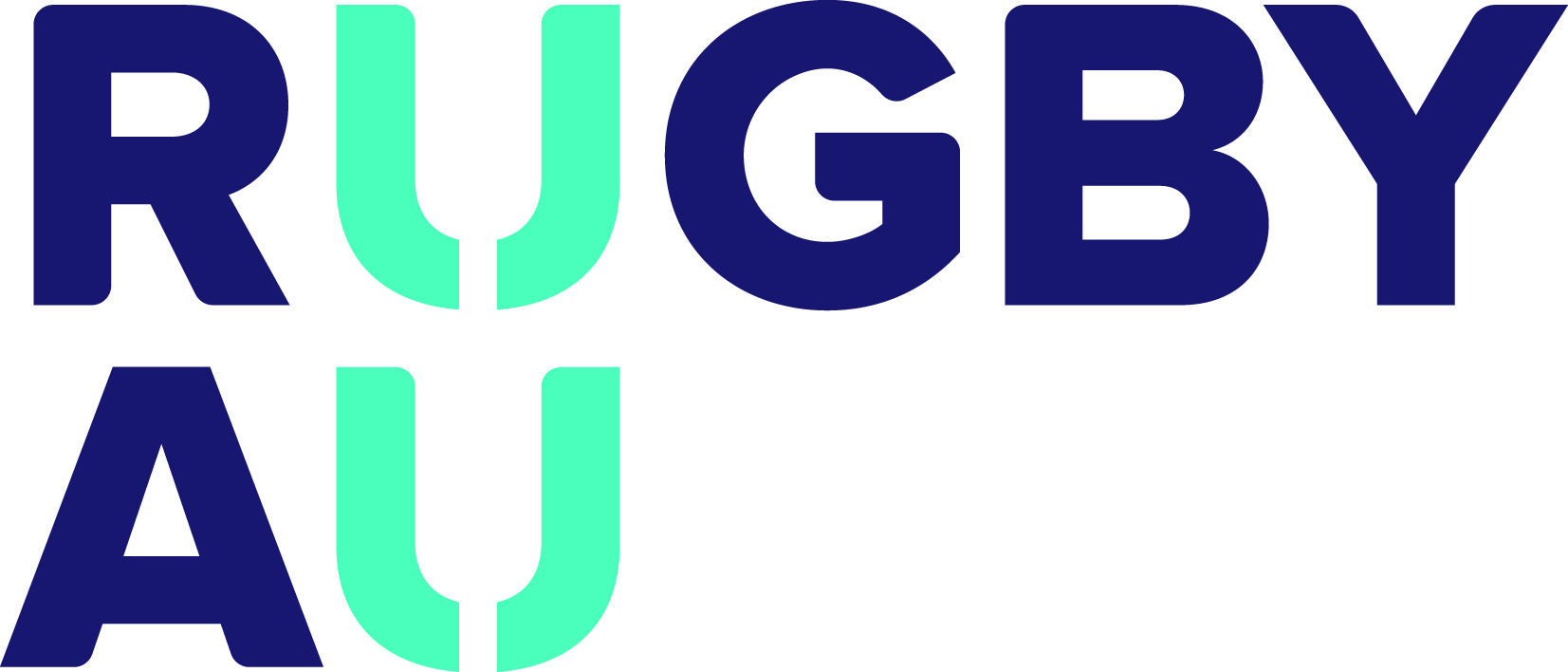
Logo depuis 2017.

## Équipe

### Hommes
- Les Wallabies – l'équipe nationale de rugby à XV.
- Australie A – l'équipe nationale de rugby à XV réserve.
- L'équipe d'Australie de rugby à XV des moins de 20 ans – cette équipe a remplacé les équipes des moins de 21 ans et des moins de 19 ans à la suite de la création par l'IRB en 2008 du championnat du monde junior de rugby à XV.
- L'équipe d'Australie de rugby à XV des moins de 21 ans – une ancienne équipe de jeunes australiens de rugby à XV.
- L'équipe d'Australie de rugby à XV des moins de 19 ans – une ancienne équipe de jeunes australiens de rugby à XV.
- L'équipe nationale de rugby à sept

### Femmes
- Les Wallaroos – l'équipe nationale de rugby à XV.
- L'équipe nationale de rugby à sept.

## Fédérations membres
L'ARU compte huit fédérations d'État ou territoriaux membres ainsi que des comités affiliés. Seuls les représentants des comités membres ont le droit de vote au sein de la fédération.
- La New South Wales Rugby Union(5 délégués)
- L'ACT and Southern NSW Rugby Union (1 délégué)
- Le Queensland Rugby Union (3 délégués)
- La Western Australia Rugby Union (1 délégué)
- La Northern Territory Rugby Union (NTRU, 1 délégué) est l’entité responsable du rugby à XV dans le Territoire du Nord. Créée en 1975, elle est basée à Marrara, dans la banlieue de Darwin. Ne comptant aucun représentant en Super 15 ni aucun club professionnel, elle organise plusieurs compétitions de rugby à XV autour de Darwin, Alice Springs, Katherine et Nhulunbuy ainsi qu'un tournoi annuel international de Rugby à VII
- La South Australia Rugby Union (SARU, 1 délégué) est l’entité responsable du rugby à XV dans l’état d'Australie-Méridionale. Créée en 1932, elle est basée à Adélaïde. Ne comptant aucun représentant en Super 15 ni aucun club professionnel, elle encadre une ligue amateur comprenant 13 clubs à fin 2013. Des championnats en poule unique sont organisés pour les différentes classes d'âge et au niveau senior. Des matchs internationaux ont été organisés depuis les années 1950 entre une sélection des joueurs de cette ligue et les All blacks à l'occasion des tournées de l'équipe néo-zélandaise en Australie.
- La Tasmanian Rugby Union (1 délégué) est l’entité responsable du rugby à XV en Tasmanie. Membre fondateur de l'ARU, fondée en 1933, elle est basée à Cornelian Bay dans la banlieue d'Hobart
- La Victorian Rugby Union (1 délégué) est l'entité responsable du rugby à XV dans l'état australien du Victoria. Membre fondateur de l'ARU, fondée en 1888, elle est basée à Parkville, dans la banlieue de Melbourne. Elle encadre une franchise professionnelle évoluant dans le Super 15, les Melbourne Rebels, et vingt-cinq clubs amateurs. Neuf de ces clubs s'affrontent dans le championnat de première division local.

## Comités affiliés
- Le club des Barbarians australiens (en)
- La Australian Juniors Rugby Union
- La Australian Schools Rugby Union
- La Australian Services Rugby Union
- La Australian Universities Rugby Union
- La Australian Womens Rugby
- Les Classic Wallabies
- Le comité conjoint Nouvelle-Galles du Sud - Queensland